# Línea Union Pacific/West
La  Línea Union Pacific/West (en inglés: Union Pacific/West Line) es una línea del Tren de Cercanías Metra. La línea opera entre las estaciones Elburn y Ogilvie Transportation Center.

## Estaciones
- Ogilvie Transportation Center (Chicago)
- Kedzie (Chicago)
- Oak Park
- River Forest
- Maywood
- Melrose Park
- Bellwood
- Berkeley
- Elmhurst
- Villa Park
- Lombard
- Glen Ellyn
- College Avenue (Wheaton)
- Wheaton
- Winfield
- West Chicago
- Geneva
- La Fox (área no incorporada)
- Elburn